# Tyler Carter
Derek Tyler Carter (nacido el 30 de diciembre de 1991) es un músico estadounidense del condado de Habersham, Georgia. Fue vocalista principal y miembro fundador de la banda de metalcore Issues (2012-2020). Carter comenzó su carrera musical como baterista en bandas locales de Atlanta antes de unirse a Woe, Is Me, con quien lanzó el álbum de estudio Number(s) (2010).
Tras dejar Woe, Is Me, formó Issues con antiguos compañeros de banda, lanzando el EP Black Diamonds (2012), el sencillo "Hooligans" (2013) y tres álbumes de estudio: Issues (2014), Headspace (2016) y Beautiful Oblivion (2019). Tras la salida del covocalista Michael Bohn en 2018, Carter se convirtió en el único líder de la banda hasta su propia salida en 2020. Ese año, cofundó el dúo Emerald Royce con Chris Linck de Attila.
La carrera solista de Carter incluye los EPs "Leave Your Love" (2015) y "Moonshine Acoustic" (2020), y el álbum "Moonshine" (2019). Ha colaborado con artistas como Blackbear, MAX, Jamie's Elsewhere, Breathe Carolina, Hands Like Houses, Slaves y One Ok Rock. También ha grabado versiones con el baterista Luke Holland y ha trabajado extensamente con el productor Tyler Acord.

## Primeros años
Derek Tyler Carter nació en el condado de Habersham, Georgia, el 30 de diciembre de 1991. Durante sus estudios de secundaria, Carter tocó la batería en la banda de su iglesia. Practicaba deportes activamente mientras asistía a una escuela militar. Después de la preparatoria, su amiga íntima y compañera musical, Rachel Glenn Reece, murió atropellada por un conductor ebrio, lo que llevó a Carter a abandonar su carrera musical para ir a la universidad y estudiar psicología. Regresó a las bandas unos años después, abandonando la universidad para dedicarse por completo a la música cuando a Woe, Is Me le ofrecieron un contrato discográfico en 2009.

## Carrera

### Con A Path Less Traveled
Carter se unió a la banda de metalcore A Path Less Traveled en 2008. Empezó a interesarse por mezclar elementos de post-hardcore y metalcore con influencias electrónicas y pop, lo que se reflejaría en sus futuros proyectos musicales. En A Path Less Traveled, conoció al vocalista Michael Bohn, quien posteriormente lideraría bandas junto a Carter. A Path Less Traveled lanzó su primer álbum de estudio, From Here On Out, en 2009, con más de 500 copias vendidas. Al año siguiente, Carter dejó A Path Less Traveled y comenzó a colaborar con Woe, Is Me.

### Con Woe, Is Me
Tyler Carter se unió a la banda estadounidense de electrónica Woe, Is Me en 2009, firmando con Rise Records ese mismo año. Con esta formación de siete miembros, la banda grabó una maqueta de tres canciones con el productor Cameron Mizell. Tras publicar en MySpace una versión de estudio del sencillo de Kesha de 2009, "Tik Tok", el grupo compuso y grabó su álbum debut con Mizell. Su álbum debut Number(s), se lanzó el 30 de agosto de 2010 con Velocity Records, una subsidiaria de Rise Records. Con Carter y Bohn aún en Woe, Is Me, el grupo lanzó el sencillo "Fame > Demise" al año siguiente. Debido a problemas con la estabilidad de la formación y tensiones internas, Carter dejó Woe, Is Me el 10 de agosto de 2011.

### Con Issues
Tras su salida de Woe, Is Me, Tyler Carter comenzó a formar un nuevo proyecto de metalcore. Tras una carrera en solitario, Carter expresó su interés en formar una banda de rock con antiguos miembros de Woe, Is Me, bajo el nombre de Issues. Originalmente, se unieron a la formación el vocalista Michael Bohn, el tecladista Ben Ferris, el bajista Cory Ferris, el guitarrista AJ Rebollo y el baterista Case Snedecor, quienes posteriormente firmaron con Rise Records. Los hermanos Ferris dejaron el grupo antes del lanzamiento de su EP debut, Black Diamonds, publicado el 13 de noviembre de 2012, producido por Kris Crummett y grabado en Interlace Studios en Portland, Oregón. Snedecor dejó la banda en 2013 y fue reemplazado por el baterista Josh Manuel, mientras que Ben y Cory Ferris fueron reemplazados por el tecladista y disc jockey Tyler "Ty" Acord y el bajista Skyler Acord, respectivamente.
La banda lanzó su primer álbum de estudio Issues, el 18 de febrero de 2014 con Rise Records. El álbum fue elogiado por sus breakdowns inspirados en DJs y su fusión de elementos de metalcore y post-hardcore. Debutó en el puesto número 9 del Billboard 200, vendiendo más de 22 000 copias en su primera semana. Ese mismo año, la banda lanzó su segundo EP, Diamond Dreams el 18 de noviembre.
Su segundo álbum de estudio Headspace se lanzó el 20 de mayo de 2016 y debutó en el puesto número 20 del Billboard 200.
Bohn anunció su salida de la banda en enero de 2018, convirtiendo a Tyler Carter en el único vocalista restante de la formación. El tercer álbum de estudio del grupo, Beautiful Oblivion se lanzó el 4 de octubre de 2019, alcanzando el puesto número 181 del Billboard 200 de EE. UU. y el número 31 de la lista ARIA Digital Album Chart. El álbum también alcanzó el puesto número 8 en la lista de Álbumes Alternativos de Nuevos Artistas de Billboard y el número 12 en la lista de Álbumes de Rock Top. Para promocionarlo, encabezaron la gira de Beautiful Oblivion en Europa y Norteamérica durante el otoño de 2019.
El 1 de septiembre de 2020, Carter fue expulsado de la banda debido a acusaciones de acoso y conducta sexual inapropiada en su contra.

### Como solista
Tyler Carter debutó su carrera en solitario con la canción navideña "I Hate the Holidays", en colaboración con Mat Musto, el 19 de diciembre de 2010. Participó en la canción "There's No Turning Back" de la banda estadounidense de rock All Things Will End, lanzada el 19 de agosto de 2012. Carter también participó en la canción "Lion Skin" de Hands Like Houses, junto a Jonny Craig, del álbum Ground Dweller (2012). Al año siguiente, lanzó otra canción navideña, "Make it Snow", en colaboración con Tyler "Scout" Acord, el 13 de diciembre.
Carter lanzó su primer extended play, "Leave Your Love", el 13 de enero de 2015, con Velocity y Rise Records. En el álbum, Carter colaboró con los productores Blackbear, Ty "Scout" Acord, Boogie e Igloo. Participó en el sencillo de 2014 "The Illusionist" de la banda de post-hardcore Jamie's Elsewhere.
Carter actuó en vivo con la banda de rock estadounidense PVRIS en los Alternative Press Music Awards de 2015, interpretando la canción "My House".
En julio de 2020, Carter anunció en Instagram que había rescindido su contrato discográfico como solista con Rise Records y se había declarado artista independiente, a pesar de seguir firmado con el sello en Issues.
En diciembre de 2020, anunció Emerald Royce, un dúo musical formado por Carter y Chris Linck, de la banda de metalcore Attila.

## Vida personal
Tyler Carter se declaró bisexual en 2015.

### Acusaciones de acoso y conducta sexual inapropiada
En septiembre de 2020, Carter fue acusado de acoso y conducta sexual inapropiada. Posteriormente, fue expulsado de la banda Issues, tras lo cual se anunció su separación de Carter tras las acusaciones. En octubre, el cantante de Miss Fortune, Mikey Sawyer, acusó a Carter de acoso y coerción sexual durante varios años. Carter emitió un comunicado negando haber agredido a nadie, pero admitiendo haber abusado de su poder y haber difuminado las fronteras con sus fans.

## Discografía
Como solista
- Moonshine (2019)

con Woe, Is Me
- Number(s) (2010)

con Issues
- Issues (2014)
- Headspace (2016)
- Beautiful Oblivion (2019)

EPs
- Black Diamonds (2012)
- Diamond Dreams (2014)

con A Path Less Traveled
- From Here on Out (2010)